# Dolina Wilcza
Dolina Wilcza, Dolina Borkowic – dolina położona w obszarze Wzgórz Trzebnickich, a w jego ramach na terenie Grzbietu Trzebnickiego, pomiędzy Pasmem Północnym (Kozie Czuby, Pasmo Ciemnej Góry, Kowalskie Góry, Obniżenie Kowali), a Pasmem Południowym (Południowy Grzbiet i Lesiste Wzgórza). Pod względem administracyjnym znajduje się ona w gminie Oborniki Śląskie, a kraniec wschodni w gminie Trzebnica.

## Położenie
Dolina Wilcza położona jest w obrębie Wzgórz Trzebnickich, będących mezoregionem o identyfikatorze 318.44 (według regionalizacji fizycznogeograficznej opracowanej przez Jerzego Kondrackiego), należących do Wału Trzebnickiego (makroregion o indeksie 318.4). W ramach tych Wzgórz Trzebnickich wyróżnia się także mikroregion obejmujący Dolinę Wilczą – Grzbiet Trzebnicki (indeks 318.444). Od strony północnej dolinę zamyka Pasmo Północne obejmujące Kozie Czuby, Pasmo Ciemnej Góry, Kowalskie Góry i Obniżenie Kowali, a od strony południowej dolinę ogranicza Pasmo Południowe, w tym Południowy Grzbiet i Lesiste Wzgórza. Natomiast po stronie wschodniej dolina sięga masywu Farnej Góry (257,0 m n.p.m.), a w szczególności Farnego Upłazu.
Pod względem podziału administracyjnego jest ona położona w Gminie Oborniki Śląskie, a kraniec wschodni w Gminie Trzebnica. Obie gminy należą do powiatu trzebnickiego w województwie dolnośląskim (zobacz: podział administracyjny województwa dolnośląskiego). Przy zachodnim krańcu doliny położony jest Wilczyn, a w jej obrębie kolejno w kierunku wschodnim wsie: Borkowice i Droszów.

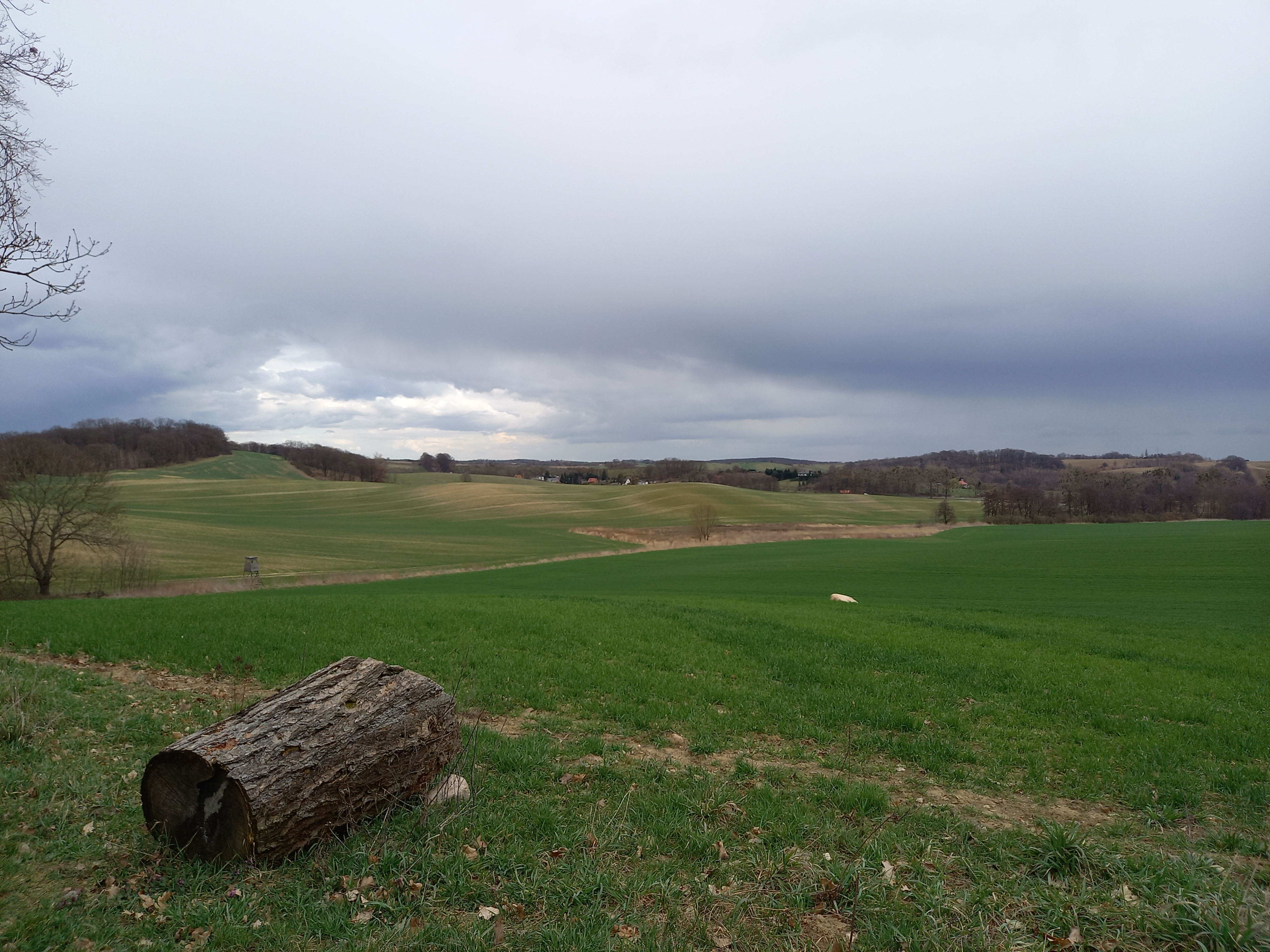
Widok od Swaratowic, po lewej ciemna Góra, w tle Droszów
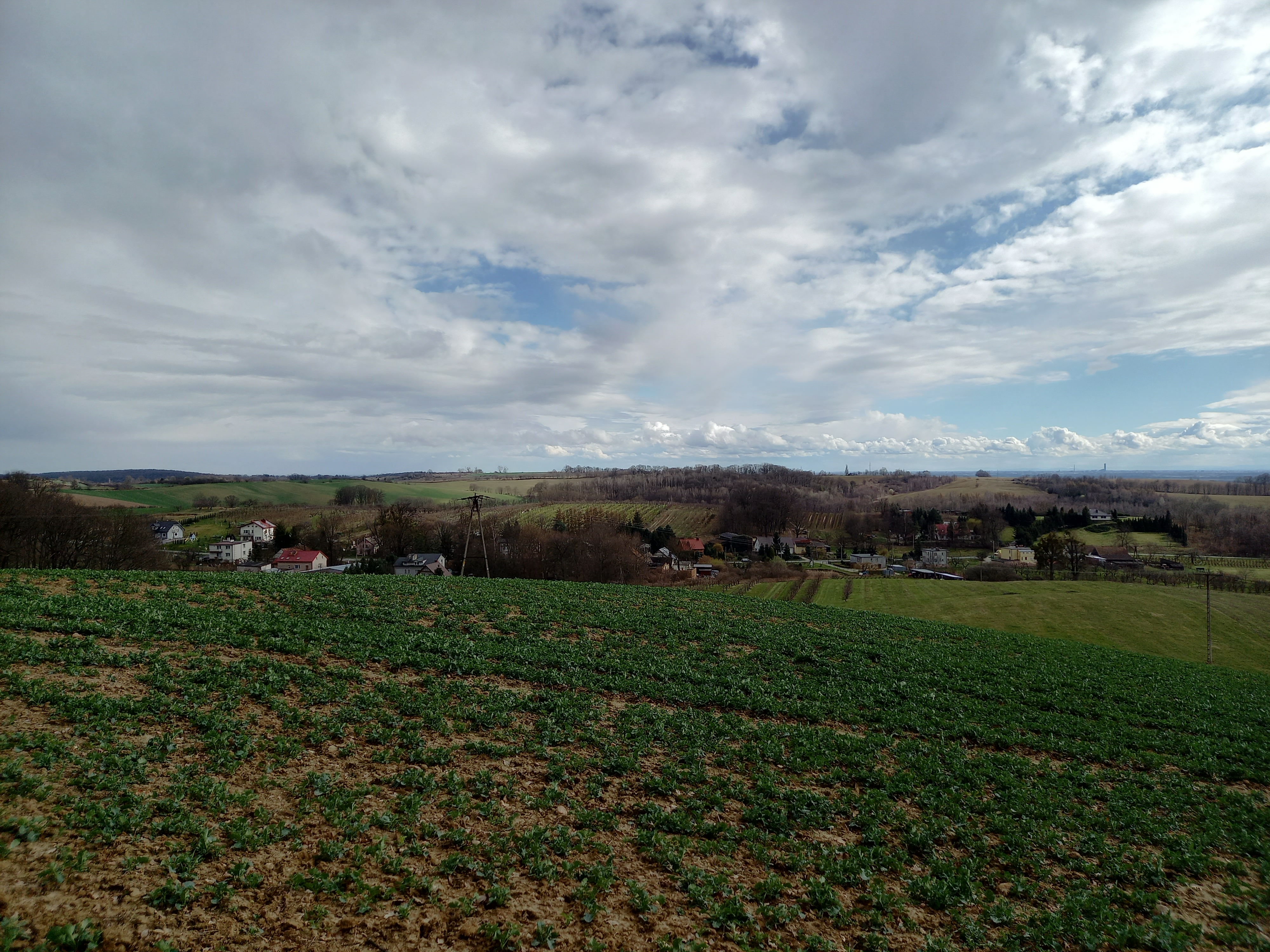
Widok z Ciemnej Góry, Droszów, w tle Południowy Grzbiet
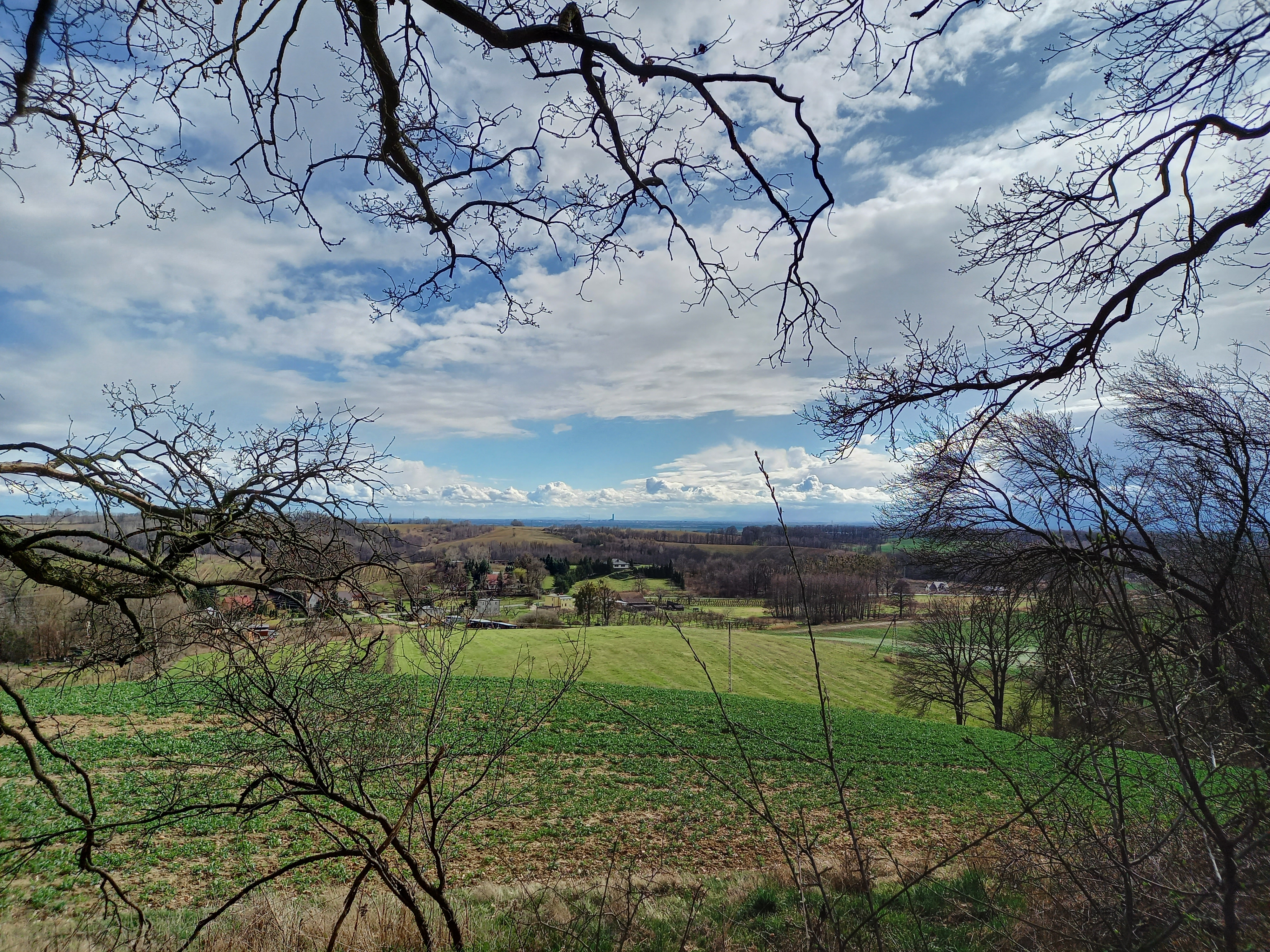
Widok z Ciemnej Góry, Droszów

## Charakterystyka
Przez dolinę przepływa niewielki ciek wodny określany jako struga – Młynówka, nazywana także Lubniówką (prawostronny dopływ rzeki Odry, ujście w miejscowości Uraz). Znajduje się tu również przełom tej strugi – Przełom Lubnówki.
Nad doliną górują wzniesienia okolicznych pasm wzgórz, w tym położone po stronie północnej najwyższe wzniesienie Wzgórz Trzebnickich – Ciemna Góra, której wierzchołek położony jest na wysokości bezwzględnej wynoszącej 258,3 m n.p.m., a po stronie południowej Dolnośląski Szczyt, o wysokości bezwzględnej wierzchołka wynoszącej 226,0 m n.p.m. i Wielkie Urwisko. Przez dolinę wytyczono szlaki turystyczne, w tym piesze i szlaki rowerowe.
Przez Dolina Wilcza prowadzi droga wojewódzka numer DW340 na odcinku łączącym Trzebnicę z Obornikami Śląskimi, przy czym w Wilczynie jest to 42+000 km drogi, a na Farnym Upłazie 47+000 km tej drogi. Znajduje się tu także skrzyżowanie z drogą biegnącą w kierunku północnym do miejscowości Kowale i dalej przez Kowalską Przełęcz, której przypisano numer 1345D.

## Nazwa
Nazwa własna – Dolina Wilcza – jest nazwą niestandaryzowaną, gdyż została ustalona i ujęta w państwowym rejestrze nazw geograficznych na podstawie wywiadu terenowego. Odnosi się do ukształtowania terenu określonego jako dolina. W rejestrze tym przypisano jej identyfikator: PRNG – 235631, identyfikator IIP – PL.PZGiK.320.NGRP.235631. Podaje on następujące współrzędne geograficzne punktu głównego doliny: szerokość geograficzna – 51°17'38" N, długość geograficzna – 16°59'25" E. Nazwa ta została ujęta w rejestrze 6.02.2015 r.. W różnych publikacjach i innych opracowaniach można znaleźć oprócz nazwy zgodniej z państwowym rejestrze nazw geograficznych – Dolina Wilcza, można także znaleźć stosowanie innej nazwy - Dolina Borkowic, odnoszącą się do położonej tu wsi o nazwie Borkowice.